# Actia oblimata
Actia oblimata är en tvåvingeart som beskrevs av Louis-Paul Mesnil 1957. Actia oblimata ingår i släktet Actia och familjen parasitflugor.
Artens utbredningsområde är Myanmar. Inga underarter finns listade i Catalogue of Life.